# Roxy Film

Logo von Roxy Film

Die Roxy Film GmbH ist eine 1951 von Luggi Waldleitner in München gegründete Filmproduktionsgesellschaft. Seit 2001 wird sie von den Produzenten Andreas Richter, Annie Brunner und Ursula Woerner betrieben.

## Luggi Waldleitners Produktionsgesellschaft
Die Roxy-Film produzierte zunächst Unterhaltungsfilme mit populären Stars wie Winnie Markus, O. W. Fischer, Maria Schell und Dieter Borsche sowie Literaturverfilmungen. 1955 realisierte sie als internationale Koproduktion den ersten europäischen Cinemascope-Film Oase unter der Regie von Yves Allégret und Joseph Kessel. Das Mädchen Rosemarie (1958) unter der Regie von Rolf Thiele führte durch tabubrechende Thematik und seinen innovativ satirischen Stil sowohl zu einem schlagzeilenträchtigen Skandal in Deutschland, als auch zu erster internationaler Anerkennung. Der Film erhielt den Kritikerpreis der Filmfestspiele von Venedig sowie einen Golden Globe als Bester fremdsprachiger Film.
Große Popularität erlangten die acht Verfilmungen der Romane von Johannes Mario Simmel zwischen 1969 und 1978. Die Roxy-Film produzierte sowohl die Filme international bekannter Regisseure wie Massimo Dallamano (Venus im Pelz, 1969), Dino Risi (Die zwei Gesichter einer Frau, 1980) oder Vittorio und Paolo Taviani (Fiorile, 1992), als auch Werke des Neuen Deutschen Films von Filmemachern wie Hans W. Geißendörfer (Sternsteinhof, 1975) oder Rainer Werner Fassbinder (Lili Marleen, 1980).
1979 wurde Hans W. Geißendörfers Die gläserne Zelle für einen Oscar nominiert; zuvor hatte er bereits den Bundesfilmpreis in Gold für den Besten Film erhalten. Auch Caroline Links Jenseits der Stille (1996) erhielt neben Bundesfilmpreisen und Bayerischen Filmpreisen eine Oscarnominierung.

## Neuformierung nach Waldleitners Tod
Nach dem Tod Waldleitners 1998 wurde die Roxy Film an die Kirch-Gruppe verkauft und stellte vorübergehend ihren Produktionsbetrieb ein. Im Jahr 2001 belebten die Kirch-Mitarbeiter Andreas Richter, Annie Brunner und Ursula Woerner die Roxy Film neu und übernahmen sie 2004 im Rahmen eines Management-Buy-outs vollständig als geschäftsführende Gesellschafter. 2009 wechselte die Gesellschaftsform von einer GmbH & Co. KG in eine GmbH.
Die neuen Geschäftsführer verlegten sich  zunächst auf die Produktion von Fernsehfilmen. Mit Marcus H. Rosenmüllers Wer früher stirbt ist länger tot konnte die Roxy Film an ihre Kinoerfolge anknüpfen und gewann 2007 erneut Bayerische und Deutsche Filmpreise. Ihr zweiter Kinofilm Almanya – Willkommen in Deutschland wurde ins Wettbewerbsprogramm der Berlinale 2011 eingeladen und mit dem Deutschen Filmpreis 2011 in Silber ausgezeichnet. Als weitere Zusammenarbeit mit Marcus H. Rosenmüller entstand 2010 die Kinokomödie Sommer in Orange über eine Berliner Bhagwan-Kommune, die 1980 in die oberbayerische Provinz zieht.

## Filmografie (Auswahl)
- 1968: Die Abenteuer des Kardinal Braun
- 2005: Das Gespenst von Canterville (Fernsehfilm)
- 2006: Wer früher stirbt ist länger tot
- 2008: Don Quichote – Gib niemals auf! (Fernsehfilm)
- 2008: Das Beste kommt erst (Fernsehfilm)
- 2010: Sau Nummer vier. Ein Niederbayernkrimi (Fernsehfilm)
- 2010: Die Hebamme – Auf Leben und Tod (Fernsehfilm)
- 2011: Almanya – Willkommen in Deutschland
- 2011: Sommer in Orange
- 2011: Die Tote im Moorwald (Fernsehfilm)
- 2012: In den besten Familien (Fernsehfilm)
- 2013: Paradies 505. Ein Niederbayernkrimi (Fernsehfilm)
- 2014: Hirngespinster
- 2016: Tatort: Mia san jetz da wo’s weh tut (Fernsehfilm)
- 2016: Burg Schreckenstein
- 2019: Polizeiruf 110: Der Ort, von dem die Wolken kommen (Fernsehfilm)
- 2019: Tatort: One Way Ticket (Fernsehfilm)